# Jean-René Lisnard
Jean-René Lisnard (Cannes, 25 de septiembre de 1979) es un tenista profesional nacionalizado. Ha sido miembro del Equipo de Copa Davis de Mónaco desde 2007. Hasta la fecha, es el único jugador de Mónaco que ha conseguido una victoria en el cuadro principal de un Grand Slam.
En el Abierto de los Estados Unidos 2011, llegó a segunda ronda tras vencer a Olivier Rochus. Perdió ante Florian Mayer en sets corridos.

## Challengers

### Individuales
| N° | Fecha               | Torneo          | Superficie    | Oponente en la final | Resultado     |
| 1. | 3 de julio de 2000  | Montauban       | Tierra batida | Oscar Serrano        | 6-2, 6-0      |
| 2. | 9 de agosto de 2004 | San Petersburgo | Tierra batida | Stanislas Wawrinka   | 3-6, 7-5, 7-5 |

### Finalista en individuales
| N° | Fecha                   | Torneo        | Superficie    | Oponente en la final | Resultado        |
| 1. | 21 de junio de 1999     | Praga         | Tierra batida | Michal Tabara        | 4-6, 1-6         |
| 2. | 25 de febrero de 2002   | Cherbourg     | Dura          | Lionel Roux          | 4-6, 7-5, 3-6    |
| 3. | 22 de abril de 2002     | Napoli        | Tierra batida | David Ferrer         | 1-6, 1-6         |
| 4. | 6 de mayo de 2002       | Edinburgh     | Tierra batida | Alexandre Simoni     | 3-6, 3-6         |
| 5. | 5 de julio de 2004      | Oberstaufen   | Tierra batida | Dieter Kindlmann     | 7-6(6), 2-6, 4-6 |
| 6. | 6 de septiembre de 2004 | Seúl          | Dura          | Hyung-Taik Lee       | 6–3, 5-7, 2-6    |
| 7. | 22 de junio de 2009     | Reggio Emilia | Tierra batida | Paolo Lorenzi        | 5-7, 6-1, 2-6    |